# Walter Dray

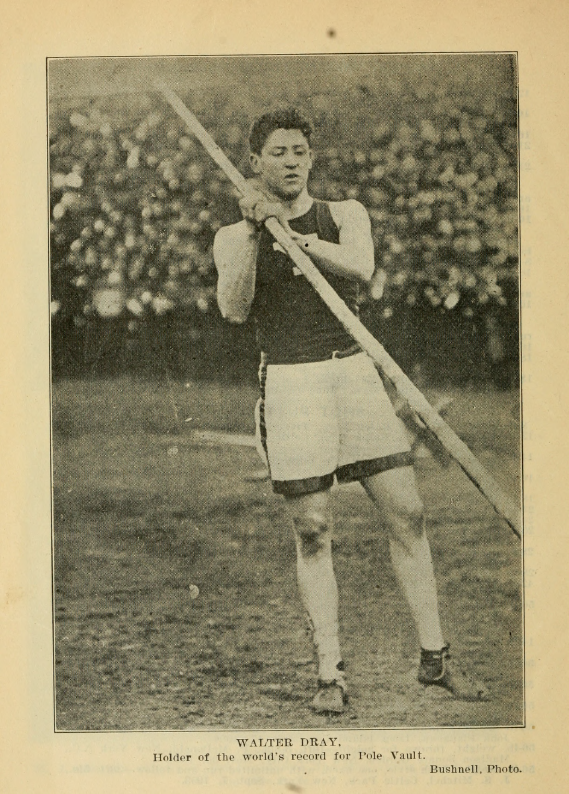
Walter R. Dray (1908)

Walter Dray (Walter Remy Dray; * 21. März 1886 in Peoria, Illinois; † 1. April 1973 in Yorkville, Illinois) war ein US-amerikanischer Stabhochspringer.
Bei den Olympischen Spielen 1904 in St. Louis wurde er Sechster mit 3,00 m.
1905, 1907 und 1908 wurde er für die Yale University startend IC4A-Meister. Dreimal stellte er eine Weltbestleistung auf, zuletzt am 13. Juni 1908 in Danbury mit 3,90 m.